# کیهان (فیلم ۲۰۱۵)
کیهان (انگلیسی: Cosmos) یک فیلم دلهره‌آور به کارگردانی آندژی ژووافسکی محصول سال ۲۰۱۵ است که بر پایهٔ رمانی به همین نام از ویتولد گمبرویچ ساخته شد.